# Ali Akbar Salehi
Pour les articles homonymes, voir Salehi.
Ali Akbar Salehi, (en persan : علی‌اکبر صالحی) né le 24 mars 1949, est un scientifique et homme politique iranien. Entre 2013 et 2021, il dirige l'organisation de l'énergie atomique d'Iran (OEAI) après avoir exercé les fonctions de ministre des Affaires étrangères entre 2010 et 2013.

## Biographie

### Jeunesse et formation
Ali Akbar Salehi naît en Irak de parents iraniens. Sa famille regagne le pays alors qu'il est âgé de neuf ans. Il étudie à l'université américaine de Beyrouth, où il obtient un baccalauréat ès sciences (Bachelor of Science) en génie mécanique, puis aux États-Unis où il obtient un doctorat en ingénierie nucléaire du Massachusetts Institute of Technology (MIT) en 1977.

### Carrière
De retour en Iran, Salehi enseigne à l'université de technologie de Sharif, dont il assume également la présidence,. Il représente l'Iran auprès de l'Agence internationale de l'énergie atomique (AIEA) entre 1997 et 2005, sous la présidence de Mohammad Khatami, mais critique les positions de Khatami et Hassan Rohani sur le nucléaire. Après l'accession de Mahmoud Ahmadinejad à la présidence, il est nommé secrétaire général adjoint de l'organisation de la conférence islamique (OCI). En juillet 2009, il succède à Gholam Reza Aghazadeh à la tête de l'organisation de l'énergie atomique d'Iran (OEAI) et prend la direction du programme nucléaire du pays.
Salehi remplace Manoutchehr Mottaki, limogé par le président Ahmadinejad, au poste de ministre des Affaires étrangères. Il dirige le ministère de décembre 2010 à novembre 2013, puis reprend la direction de l'OEAI. En août 2021, il est remplacé à ce poste par Mohammad Eslami, dans le cadre du gouvernement Ebrahim Raïssi.